# تاریخ سنگاپور
تاریخ سنگاپور ممکن است مربوط به قرن سوم باشد. شواهد نشان می‌دهد که در قرن چهاردهم میلادی تجارت قابل توجه مهم در سنگاپور وجود داشته‌است. در اواخر قرن چهاردهم، سنگاپور تحت حاکمیت پارامسوارا بوده‌است که فرمانروای پیشین را به قتل رساند و وی توسط مجاپاهیت یا سیامی اخراج شد. سپس تحت سلطنت مالاکا و سلطان جوهور قرار گرفت. در سال ۱۸۱۹، سر توماس استمفورد رافلز پیمانی را با جوهور بست که به موجب آن انگلیسها اجازه یافتند بندر تجاری را در جزیره بیابند، که این پیمان منجر به به وجود آمدن مستعمره انگلیس سنگاپور در سال ۱۸۱۹ شد.
سنگاپور از سال ۱۸۲۴ تا ۱۹۶۳ میلادی، به غیر از سه سال در زمان جنگ جهانی دوم یکی از مستعمرات بریتانیا بود. در سال ۱۹۴۲ سنگاپور که هنوز مستعمره بریتانیا بود، توسط ژاپن اشغال شد و نیروهای بریتانیایی مجبور به ترک آن شدند. وینستون چرچیل این رخداد را «بدترین فاجعه و بزرگترین تسلیم در تاریخ بریتانیا» نامید. سنگاپور پس از پایان جنگ در سال ۱۹۴۵ میلادی دوباره توسط نیروهای بریتانیایی اشغال شد. هجده سال بعد در سال ۱۹۶۳ سنگاپور به عنوان عضوی از فدراسیون مالزی استقلال خود را از بریتانیا به دست آورد. این کشور در نهایت دو سال بعد در سال ۱۹۶۵ از مالزی جدا شد و به این ترتیب جمهوری سنگاپور شکل گرفت.
در طول جنگ جهانی دوم، سنگاپور از سال ۱۹۴۲ تا ۱۹۴۵ توسط امپراتوری ژاپن فتح و اشغال شد. با پایان یافتن جنگ، سنگاپور با تسلط بیشتر بر سطح مدیریت خود، دوباره به کنترل انگلیس بازگشت و اوج ادغام سنگاپور با فدراسیون مالایا برای تشکیل مالزی در سال ۱۹۶۳ انجام شد. با این حال، ناآرامی‌های اجتماعی و اختلافات بین حزب حاکم اقدام خلق سنگاپور و حزب اتحاد مالزی منجر به اخراج سنگاپور از مالزی شد. سنگاپور در ۹ اوت ۱۹۶۵ به جمهوری مستقل تبدیل شد.
سنگاپور در مواجهه با بیکاری شدید و بحران مسکن، یک برنامه نوسازی را در اواخر دهه ۱۹۶۰ تا دهه ۱۹۷۰ آغاز کرد که بر ایجاد صنعت تولید، توسعه دارایی‌های بزرگ مسکن عمومی و سرمایه‌گذاری‌های کلانی در آموزش عمومی متمرکز شده‌است.
تا دهه ۱۹۹۰، این کشور با یک اقتصاد بازار بسیار پیشرفته و آزاد، پیوندهای تجاری بین‌المللی قوی و بالاترین سرانه تولید ناخالص داخلی در آسیا خارج از ژاپن به یکی از مرفه‌ترین کشورها در جهان تبدیل شده بود.

## سنگاپور باستان

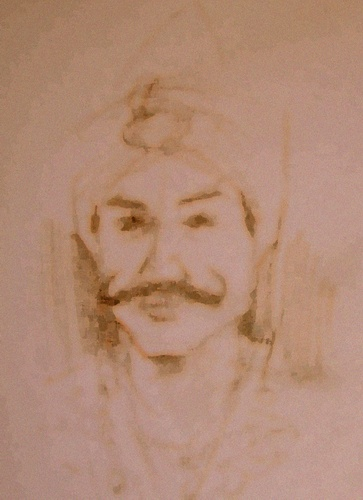
تصور یک هنرمند از پارامسوارا، که در دهه ۱۳۹۰ بر سنگاپور حکومت می‌کرد.

ستاره‌شناس یونانی-رومی بطلمیوس (90 – ۱۶۸) مکانی را به نام سابانا در نوک طلایی چرسونیس (که تصور می‌شود شبه‌جزیره مالایا است) در قرن دوم و سوم مشخص کرد. اولین ثبت مکتوب سنگاپور ممکن است از قرن سوم در یک حساب چینی باشد و جزیره Pu Luo Chung (ing 羅 中) را توصیف می‌کند. تصور می‌شود این یک نسخه از نام مالایی " Pulau Ujong " یا "جزیره در انتهای" (از شبه جزیره مالایی) است.

## ۱۹۴۲–۱۹۴۲: نبرد برای سنگاپور
در جبهه جنوب شرق آسیای جنگ جهانی دوم هنگامی درگرفت که امپراطوری ژاپن سنگاپور، پایگاه مستحکم متفقین را اشغال کرد. سنگاپور از پایگاه‌های اصلی نظامی بریتانیا در جنوب شرق آسیا و به اصطلاح جبل الطارق شرق بود.
این نبرد منجر به سقوط سنگاپور به دست ژاپن و بزرگترین تسلیم کارکنان نظامی بریتانیا در طول تاریخ شد. حدوداً ۸۰۰۰۰ بریتانیایی، هندی و استرالیایی توسط ۵۰۰۰۰ ژاپنی در کارزار مالایی به اسارت گرفته شدند. وینستون چرچیل سقوط سنگاپور را بزرگترین فاجعه و تسلیم در تاریخ بریتانیا خواند. سنگاپور فقط در ۷ روز سقوط کرد.

## ۱۹۶۳–۱۹۶۵: سنگاپور در مالزی
در اوایل قرن ۱۵، سلطان‌نشین ملاکا تحت حکومت سلسله پارامسوارا، شاهزاده پالمبانگ بنیان‌گذاری شد که از جزایر تاناسک (سنگاپور فعلی) گریخت.
در سال ۱۵۱۱ میلادی، ملاکا توسط پرتغال تصرف شد و در آنجا یک مستعمره ایجاد نمود. پسران آخرین سلطان ملاکا، دو سلطان‌نشین را در آن شبه جزیره تأسیس کردند- سلطان‌نشین پراک در شمال، و سلطان‌نشین جوهور در جنوب. پس از سقوط ملاکا، سه کشور برسر کنترل تنگه ملاکا با یکدیگر به جدال پرداختند: پرتغالی‌ها (در ملاکا)، سلطان‌نشین جوهور، و سلطان‌نشین آچه. این درگیری‌ها تا زمانی که هلند کنترل ملاکا را به دست گرفت در سال ۱۶۴۱ ادامه داشت.
در سال ۱۸۲۴، بریتانیا در پی پیمان ۱۸۲۴ انگلیس - هلند که مجمع الجزایر مالایا را به دو بخش بریتانیایی و هلندی تقسیم کرده بود و مالایا در حوزه انگلیس قرار داشت، ملاکا را تحت کنترل خود درآورد. در سال ۱۸۲۶، بریتانیا مستعمره سلطنتی مربوط به مستعمرات تنگه‌ها را با یکی نمودن سه ملک خود پنانگ، ملاکا و سنگاپور، بنیان‌گذاری نمود. مستعمرات این تنگه‌ها تا سال ۱۸۶۷، هنگامی که آن‌ها دفتر این مستعمره را به لندن منقل کردند تحت نظارت شرکت هند شرقی در کلکته اداره می‌شد.
در سال ۱۸۷۸، بارون فون اووربک که یک شریک اتریشی بود در شرکت برونئوی شمالی بریتانیا حضور داشت و شریک بریتانیایی وی آلفرد دنت، منطقه معروف به «ساباه» – که ترجمه عادی آن «سرزمین تحت بادها» می‌شود- را اجاره نمودند. در عوض شرکت برای سلطان اسلحه تهیه می‌نمود تا علیه اسپانیایی‌ها مقاومت کند و کرایه سالانه آن ۵۰۰۰ رینگیت مالزی بر اساس ارزش دلار مکزیک یا معادل طلا در آن زمان بود. این اجاره تا زمان استقلال و تشکیل فدراسیون مالزی با فدراسیون مالایایی، ساراواک و سنگاپور در ۱۹۶۳ ادامه یافت. تا این روزها، اهالی مالزی به پرداخت اجاره‌ای ۵۳۰۰ رینگیت مالزی- که ۳۰۰ رینگیت از اجاره اولیه بیشتر بود، ادامه داده‌اند.
در پی تصرف مالزی از سوی ژاپنیها در (۱۹۴۵-۱۹۴۲) طی جنگ جهانی دوم، حمایت عمومی از استقلال افزایش یافت. برنامه‌های پس از جنگ انگلیسی‌ها برای یکپارچگی اداره مالایا تحت یک مستعمره پادشاهی واحد که اتحادیه مالایی نامیده شد با مخالفت شدید از سوی مالایایی‌ها موجه شد که مخالف تضعیف حاکمان مالایایی و اعطای شهروندی به نژاد چینی بودند. اتحادیه مالایایی در سال ۱۹۴۶ تأسیس شد و شامل تمامی املاک بریتانیا در مالایا به استثنای سنگاپور می‌شد، در سال ۱۹۴۸ منحل گردید و با فدراسیون مالایا جایگزین شد که باعث حفظ خودمختاری حاکمان مالایایی ایالات تحت‌الحمایه بریتانیا در آن می‌شد.
طی این زمان، شورشیان تحت رهبری حزب کمونیست مالایا عملیات چریکی خود را برای مجبور ساختن بریتانیا به خروج از مالایا انجام دادند. دوره شناخته شده اضطراری مالایا از سال ۱۹۴۸ تا ۱۹۶۰ طول کشید، و شامل مبارزه ضدشورش طولانی از سوی نیروهای کشورهای مشترک‌المنافع در مالایا بود. در برابر این دورنما، استقلال برای فدراسیون در داخل مشترک‌المنافع در ۳۱ اوت ۱۹۵۷ اعطا گردید.
در سال ۱۹۶۳، این فدراسیون با پذیرش مستعمرات سلطنتی جدید بریتانیا در سنگاپور، ساباه (بورنئوی شمالی بریتانیا) و ساراواک، تغییر نام داد. سلطان‌نشین برونئی در ابتدا نسبت به پیوستن به این فدراسیون ابراز تمایل نمود، ولی در اثر مخالفت از سوی فرقه‌های مشخصی از مردم و نیز مشاجرات بر سر پرداخت حق‌الامتیاز نفتی و جایگاه سلطان در این اتحادیه ادغامی از آن خارج شد.
سالهای اولیه استقلال، مالزی با مشکلاتی در اثر درگیری با اندونزی همراه بود و سرانجام در سال ۱۹۶۵ سنگاپور از مالزی جدا شد و اعلام استقلال نمود.

## ۱۹۶۵ - در حال حاضر: جمهوری سنگاپور

### دهه ۱۹۸۰ و ۱۹۹۰

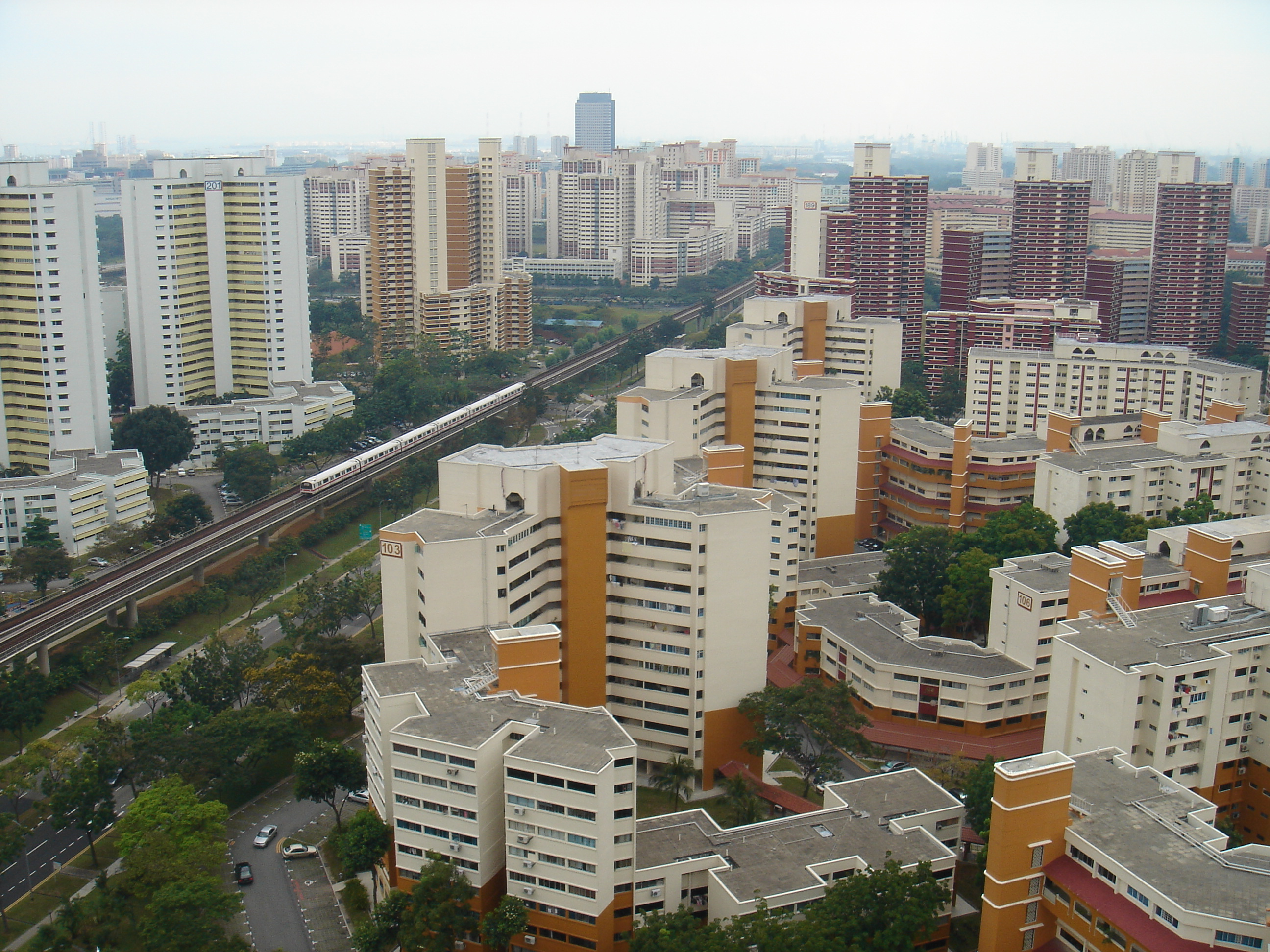
نمای از Bukit Batok West. توسعه مسکن عمومی در مقیاس بزرگ، مالکیت بالای مسکن را در بین مردم ایجاد کرده‌است.

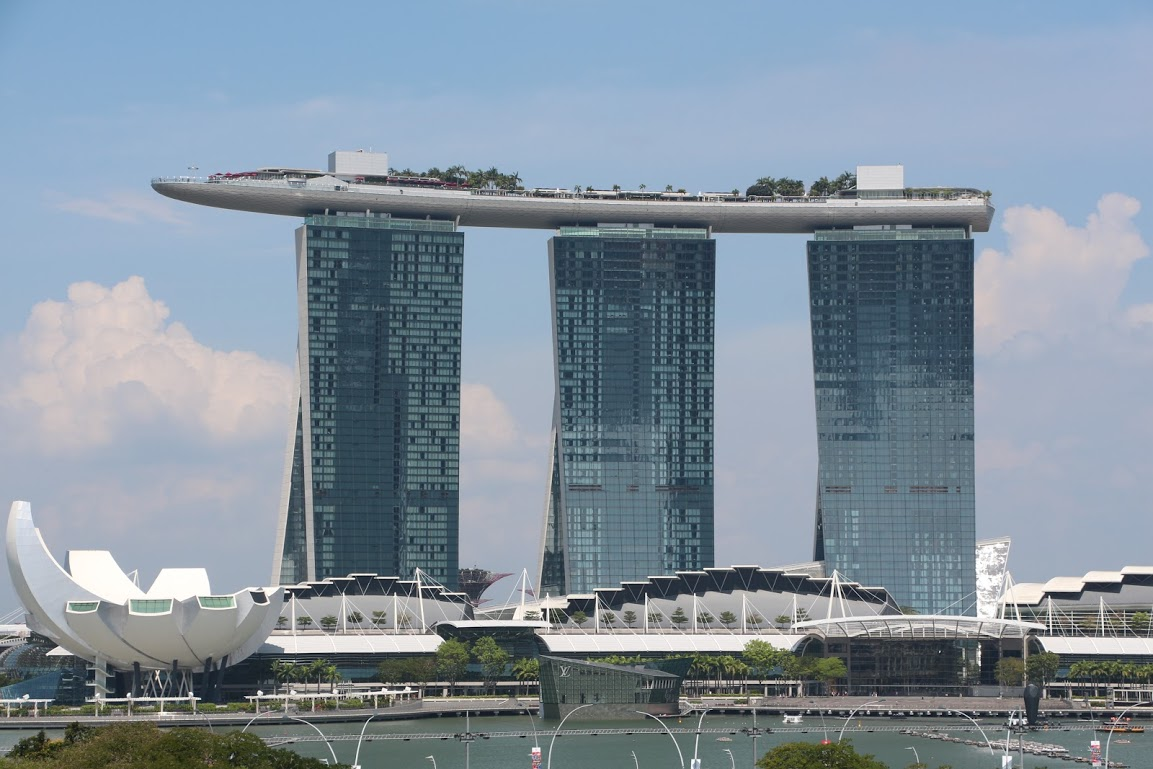
مجموعه تفریحی یکپارچه مارینا بی سندز در سال ۲۰۱۰ افتتاح شد و به یک ویژگی اصلی مدرن سنگاپور تبدیل شده‌است.

موفقیت اقتصادی بیشتر تا دهه ۱۹۸۰ ادامه داشت، با این که نرخ بیکاری به ۳ درصد کاهش می‌یافت و رشد واقعی تولید ناخالص داخلی در حدود ۸ درصد تا سال ۱۹۹۹ به‌طور متوسط افزایش یافته بود. در دهه ۱۹۸۰، سنگاپور برای رقابت با همسایگان خود که اکنون کار ارزانتری داشتند، شروع به پیشرفت به صنایع پیشرفته مانند بخش Wafer fabrication کرد. فرودگاه چانگی سنگاپور در سال ۱۹۸۱ افتتاح شد و هواپیمایی سنگاپور برای تبدیل شدن به یک شرکت هواپیمایی اصلی توسعه داده شد. بندر سنگاپور به یکی از شلوغ‌ترین بنادر جهان تبدیل شد و صنایع خدماتی و گردشگری نیز در این دوره بسیار زیاد رشد کردند. سنگاپور به عنوان قطب حمل و نقل مهم و یک مقصد مهم گردشگری ظاهر شد.

### ۲۰۰۰ - در حال حاضر

#### اوایل دهه ۲۰۰۰
سنگاپور در اوایل قرن ۲۱ برخی از جدی‌ترین بحران‌های پس از جنگ، از جمله شیوع بیماری سارس در ۲۰۰۳ و افزایش تهدید تروریسم را پشت سر گذاشت. در دسامبر سال ۲۰۰۱، نقشه بمباران سفارتخانه‌ها و سایر زیرساخت‌ها در سنگاپور کشف شد و ۳۶ عضو گروه جماعت اسلامیه طبق قانون امنیت داخلی دستگیر شدند. اقدامات ضد تروریسم عمده ای برای کشف و جلوگیری از اقدامات احتمالی تروریستی و به حداقل رساندن خسارات در صورت وقوع انجام شده‌است. تأکید بیشتر بر ارتقاء ادغام اجتماعی و اعتماد بین جوامع مختلف بود. همچنین اصلاحات در سیستم آموزش و پرورش در حال افزایش است. آموزش ابتدایی در سال ۲۰۰۳ اجباری شد.

#### سالهای ۲۰۱۰
حرکت سنگاپور برای افزایش جذابیت به عنوان یک مکان توریستی، بیشتر در مارس ۲۰۱۰ با افتتاح  یونیورسال استودیوی سنگاپور در تفرجگاه جهانی سنتوسا تقویت شد. در همان سال، مراکز تفریحی یکپارچه مارینا بی سندز نیز افتتاح شد. در تاریخ ۳۱ دسامبر ۲۰۱۰، اعلام شد که اقتصاد سنگاپور با رشد ۱۴٫۷ درصدی برای کل سال، بهترین رشد در رکورد تا کنون برای این کشور است.